# Estepa desèrtica

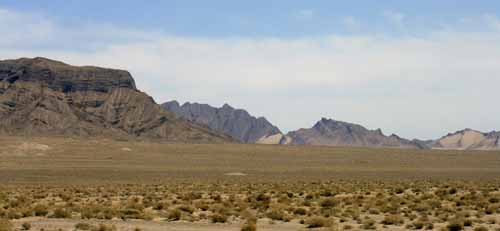
Estepa desèrtica a la Conca de Qaidam, Xina

L’estepa desèrtica és una part del bioma estepa, la zona de transició o ecotó entre l'estepa pròpiament dita i el desert. Sovint es distingeix l'estepa desèrtica del desert estèpic o desert-estepa, aquest segon presentaria un nivell d'aridesa encara més gran. De vegades les dues zones es classifiquen com semidesert, altres vegades es consideren com a «estepa» (l'estepa desèrtica) o com «desert» (el desert estèpic).
La composició florística d'aquestes zones està ben diferenciada de les zones veïnes estepa o desert. També ho és la producció vegetal, per exemple a Mongòlia mentre que l'estepa típica produeix entre 300 a 400 kg per hectàrea i any de matèria seca de mitjana, l'estepa desèrtica en produeix de 50 a 250 kg.
La zonació seguiria l'ordre següent de menor a major aridesa: estepa típica, estepa desèrtica, desert estèpic i desert.
A totes les zones on existeix el trànsit que va de l'estepa al desert existeix l'estepa desèrtica i el desert estèpic.
L'estepa desèrtica pot presentar-se tant en climes tropicals, subtropicals, temperats com en els alpins.
Les principals zones del món amb estepa desèrtica són l'eurasiàtica del sud d'Ucraïna al Pamir passant per la conca de la mar Càspia i Massís de l'Altai - Saur - Tarbagatai, part del centre d'Amèrica del Nord, el Sahel, Aràbia i la mongola-tibetana

## Exemples de localitats amb estepa desèrtica
- Tumugi, Xina. Latitud: 46,10 N. Longitud:123,00 E. Espècie vegetal dominant: Filifolium sibiricum (C3). Tipus: estepa desèrtica freda.
- Shortandy, Kazakhstan Latitud: 51,67 N. Longitud: 71,00 E. Espècie vegetal dominant: Stipa zalesskyi i (C3). Tipus: estepa desèrtica freda.
- Tuva, Rússia. Latitud: 51,83 N Longitud: 94,42 E. Espècie vegetal dominant: Agropyron cristatum (C3). Tipus: estepa desèrtica freda.

## Estepa desèrtica a Israel
A Israel, per exemple a 32 km al sud-est de Jerusalem i dins el desert de Judea, la pluviometria anual es redueix a 170 litres i hi domina l'asteràcia botja pudent (Artemisia herba-alba). Ocupa una gran superfície des del Magrib. Aquesta zona és rica en geòfits amb moltes plantes anuals que germinen els anys plujosos, els elements de la vegetació són principalment irano-turanians

## Estepa desèrtica a l'altiplà del Tibet
La majoria del Tibet es troba per sobre dels 4.000 metres d'altitud i, per tant, es tracta d'estepes desèrtiques de gran altitud amb temperatures i pluviometria baixes. A l'hivern el clima de l'altiplà tibetà està controlat per la zona anticiclònica siberiana i de Mongòlia i el temps resulta molt fred i àrid. A l'estiu, en canvi està controlat per les baixes pressions de l'Índia i el temps és més càlid i humit. Per tant, predominen les pluges d'estiu per la qual cosa l'eficiència de la pluja per la productivitat vegetal resulta alta. Al nord de l'altiplà tibetà l'estació de creixement de les plantes només abasta de 2 a 3 mesos.

### Estepa desèrtica alpina tibetana
A l'altiplà del Tibet l'estepa desèrtica alpina ocupa 8.679 hectàrees (6,61% del total de la superfície de l'altiplà del Tibet). L'estepa desèrtica tibetana, que és un tipus de semidesert de gran altitud, s'estén des del nord del Tibet fins al sud de Xinjiang. És una zona àrida i desolada amb grans superfícies gairebé sense vegetació. La vegetació existent és similar a l'estepa alpina però amb un cobriment del sòl per part de la vegetació menor. Hi dominen les plantes Ceratoides compacta (un arbust nan) i Carex moorcroftii. S'hi troba poca ramaderia i fins i tot els animals ungulats silvestres assoleixen poblacions reduïdes.

### Estepa desèrtica temperada
L'estepa desèrtica temperada ocupa al Tibet unes 960.000 hectàrees que representa un 0,74% del total de la superfície. A la Xina, en general, l'estepa desèrtica temperada a consta de cinc formacions: estepa desèrtica de Stipa klemenzii, de Stipa breviflora, de Stipa glareosa, de Stipa gobica i semiarbustiva d'artemísia.

## Estepa desèrtica de Mongòlia
Els sòls típics de l'estepa desèrtica de Mongòlia són els castanys (castanozems) mentre que a l'estepa típica ho són els txernozems i al desert els marrons desèrtics
A Mongòlia la pluviometria mitjana de la zona d'estepa desèrtica és de 100 litres l'any en general la pluviometria de les estepes desèrtiques en aquesta zona és menor de 200 i major de 100 litres.
Les espècies vegetals que hi dominen són: Reaumuria soongarica, Salsola passerina, Stipa gobica/glareosa, Anabasis brevifolia, Cleistogenes songorica, Iris bungei, Caragana bungei, Artemisia schischkinii.
L'estepa desèrtica de l'est del Gobi cobreix una superfície de 281.800 km². S'estén des de l'altiplà de Mongòlia Interior al nord de la Xina fins a Mongòlia. Inclou les Muntanyes Yin i moltes zones baixes i petits llacs. Confronta al nord amb l'estepa mongola-manxuriana, amb la plana del riu Groc al sud-est i l'altiplà semidesèrtic d'Alashan al sud-est i est.
El semidesert de la conca de Jungària inclou la conca entre les Muntanyes Altai al nord i la serralada Tien Shan al sud. El Tian Shan separa la conca semidesèrtica de Jungària del desert de Taklamakan el qual és un desert de baixa altitud sorrenc envoltat per les serralades tibetanes pel sud i pel Pamir a l'oest.
La fauna d'aquesta zona inclou les gaseles Gazella subgutturosa i Procapra guttorosa, l'íbex de Sibèria (Capra sibirica), el llop (Canis lupus), la guineu roja (Vulpes vulpes), la guineu de l'estepa (Vulpes corsac), i el fèlid Otocolobus manul a les muntanyes. Persisteix també a les muntanyes l'amenaçada pantera de les neus (Uncia uncia).
Entre els altres mamífers inclouen: els gerbos Merionus meridianus i Allactaga bullata, l'hàmster rus (Phodopus sungorus), espècies de pica (Ochotona spp.), eriçons (Erinaceus auritus), i la llebre Lepus tibetanus. A baixa altitud es troben els mustèlids Mustela altaica, ermini (Mustela erminea), Mustela eversmanni i Mustela nivalis.